# Пономарёва, Мария Александровна
Мария Александровна Пономарёва (род. 27 сентября 1989) — российская самбистка и дзюдоистка, призёр чемпионатов России по самбо. В 2013 году ей присвоено звание мастер спорта России. Тренируется под руководством А. В. Волкова. В 2014 году защитила кандидатскую диссертацию на тему «Термодинамические характеристики сорбции анионных комплексов редкоземельных элементов» и получила звание кандидата химических наук по специальности физическая химия.

## Спортивные результаты
- Первенство России по дзюдо среди кадетов 2005 года — ;
- Спартакиада школьников России 2005 года — ;
- Молодёжная Спартакиада России 2006 года — ;
- Первенство Мира по самбо среди юниоров 2008 года — ;
- Молодёжная Спартакиада России 2010 года — ;
- Чемпионат России по самбо среди студентов 2009 года — [3];
- Чемпионат России по самбо среди женщин 2012 года — ;
- Чемпионат России по самбо среди женщин 2014 года — 5 место[4];